# Balaros

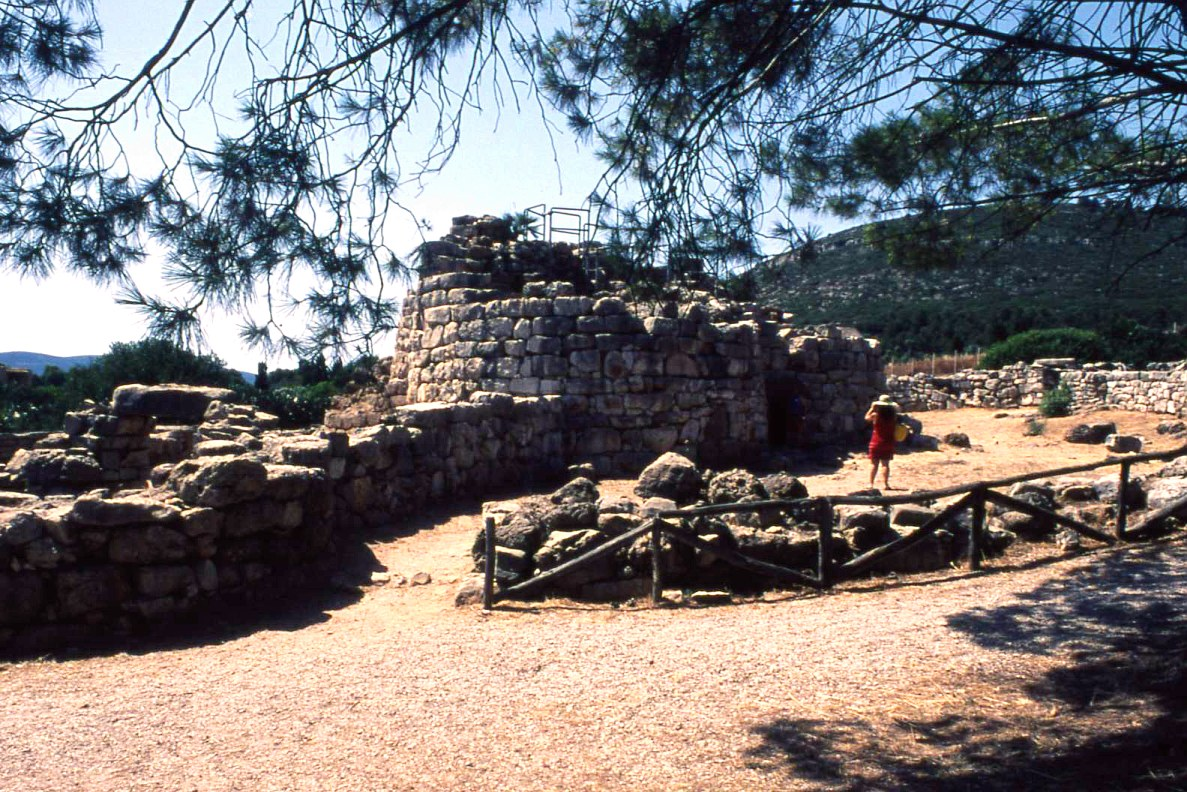
El nuraga Palmavera cerca de Alghero.

Los bálaros o balaros fueron un antiguo pueblo nurágico, constructor de nuragas en Cerdeña, que ocupaban el territorio de Logudoro en el interior de la isla.

## Distribución
El territorio de los bálaros limitaba al sur con el de los ilienses, siendo la frontera aproximada el río Tirso. Al noreste el territorio de los bálaros confinaba con el de los corsos. Probablemente los bálaros se dividían en dos tribus principales los Nurritani y los Lugudunensi.

## Historia
Se conjetura que los bálaros descenderían de los portadores de la cultura del vaso campaniforme que habrían llegado a Cerdeña durante el tercer milenio a. C. procedentes de la península ibérica y del mediodía francés. Esta cultura se difundió en Cerdeña durante los siglos siguientes a la llegada. Se ha conjeturado, si el mito de Nórax, el mercenario proveniente de Iberia e hijo de Hermes y Eritea, podría estar relacionado con la llegada de estos pueblos. 
Desde el 900 a. C. los fenicios empezaron a frecuentar la isla de Cerdeña, permaneciendo primeramente en el litoral e intentando más tarde la conquista del interior en varias ocasiones. En el 545 a. C. el general cartaginés Malco intentó desembarcar en Cerdeña pero fue violentamente rechazado por el pueblo nurágico, acontecimiento que marcaría el comienzo de varios años de guerra. Cartago empezó por crear alianzas con los fenicios establecidos en la costa sarda,[10] a quienes los cartagineses llamaron los Shardana. Fue necesario esperar 10 años para que se pudiera hablar de un auténtico inicio de una dominación cartaginesa, y en 523  . C. A partir del siglo III a. C. los romanos realizaron varias incursiones militares, tras el final de la primera guerra púnica en el 238 a. C. se confirmó la anexión romana de Cerdeña:

Tiberio Sempronio condujo al ejército a las tierras de los sardos ilienses. Grandes esfuerzos de parte de los bálaros llegaron a los ilienses, Livio , XLI 6 , 5-6

## Menciones de autores clásicos
Plinio el viejo, Estrabón y Tito Livio los mencionan como uno de los pueblos principales de Cerdeña. Al parecer vivían en cuevas en las montañas y saqueaban los distritos fértiles de la costa. Según Pausanias su origen fue un cuerpo de mercenarios procedentes de África o Iberia al servicio de los cartagineses y su nombre significaría "fugitivos".